# Garnizon Grodno

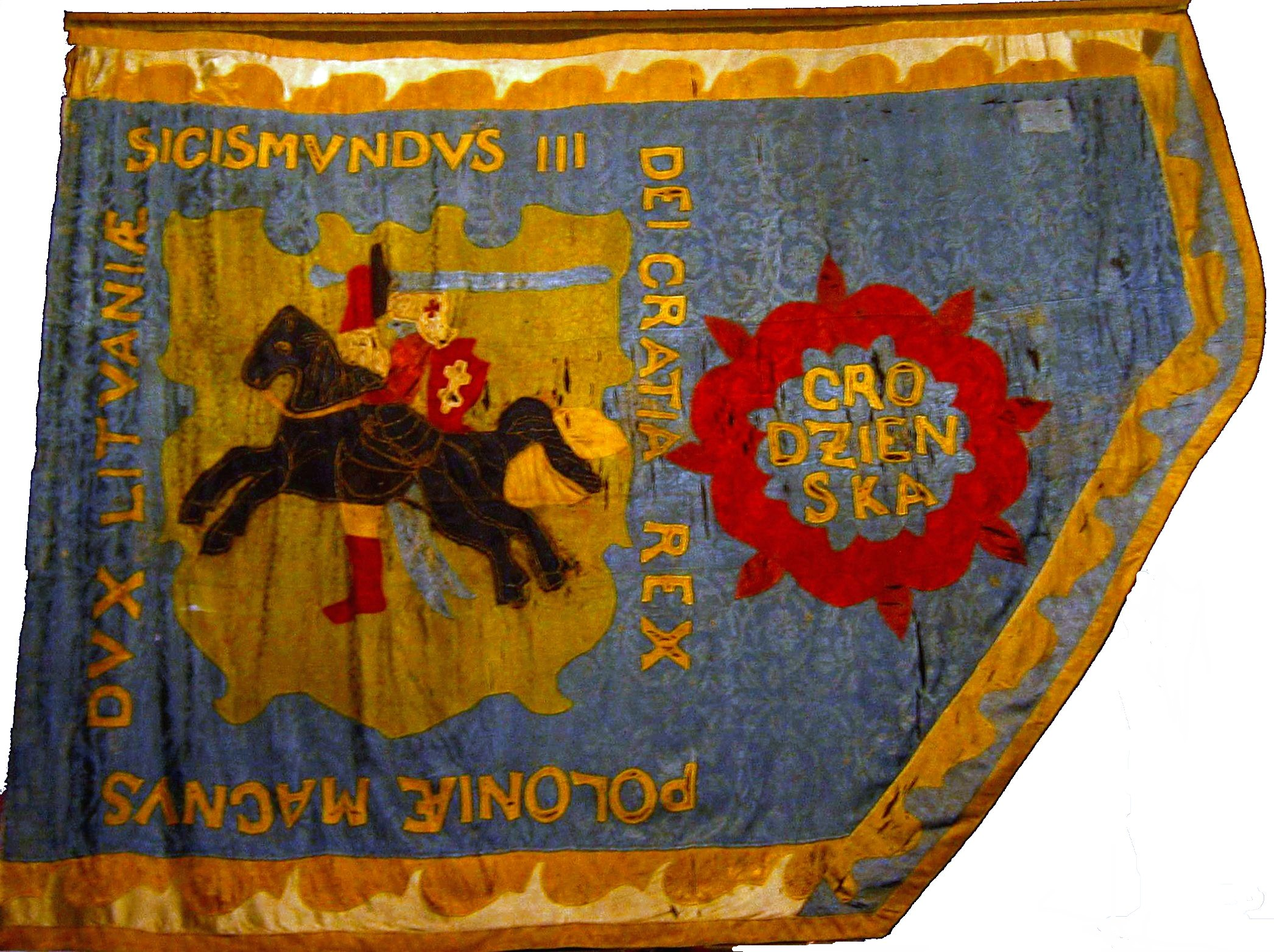
Chorągiew powiatu grodzieńskiego z okresu panowania Zygmunta III Wazy

Garnizon Grodno – duży garnizon wojskowy okresu II RP, wcześniej garnizon wojsk rosyjskich, po 1945 wojsk radzieckich, a obecnie białoruskich.

## Garnizon I Rzeczypospolitej
- 2 Regiment Pieszy Buławy Wielkiej Litewskiej (od 1792 w Sokółce)
- Regiment Gwardii Konnej Wielkiego Księstwa Litewskiego (od 1783 w Prużanach)

Od nazwy miasta wziął również nazwę Pułk Konny Grodzieński, sformowany w Sokółce w czasie insurekcji kościuszkowskiej.

## Garnizon carski
Dowództwo 2 Korpusu Armijnego
- 26 Dywizja Piechoty
  - 1 Brygada Piechoty
    - 101 Permski pułk piechoty
    - 102 Wiacki pułk piechoty

  - 2 Brygada Piechoty
    - 103 Petrozawodzki pułk piechoty

  - 26 Brygada Artylerii
- 4 batalion saperów
- 5 kompania aeronautyczna

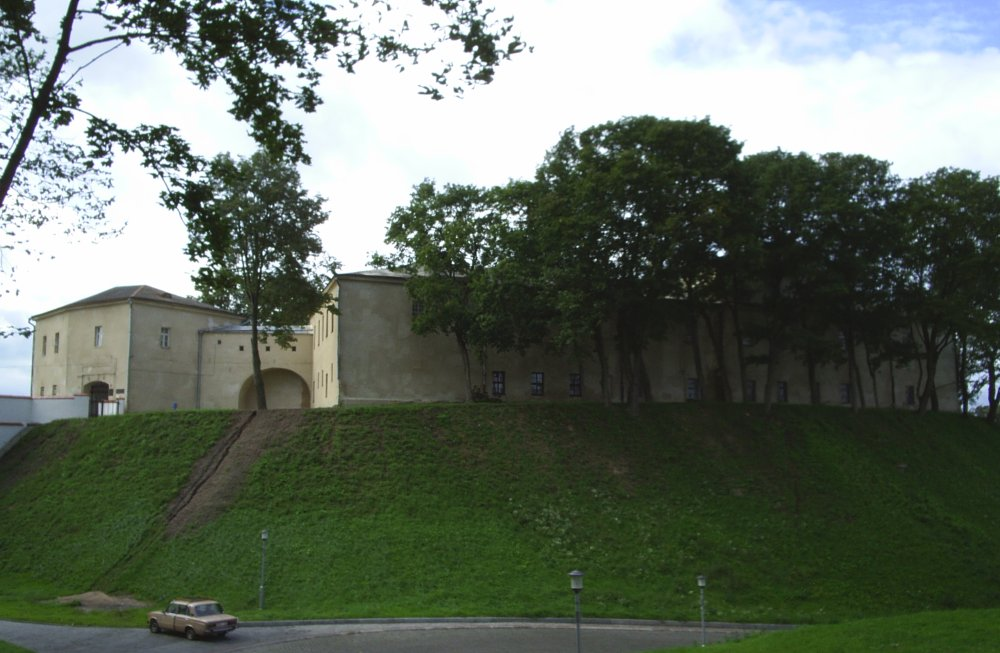
Stary Zamek w Grodnie

- 171 Kobryński pułk piechoty z 43 DP

Od nazwy miasta wziął również nazwę stacjonujący w Warszawie Gwardyjski Grodzieński pułk huzarów.

## Garnizon Wojska Polskiego II RP

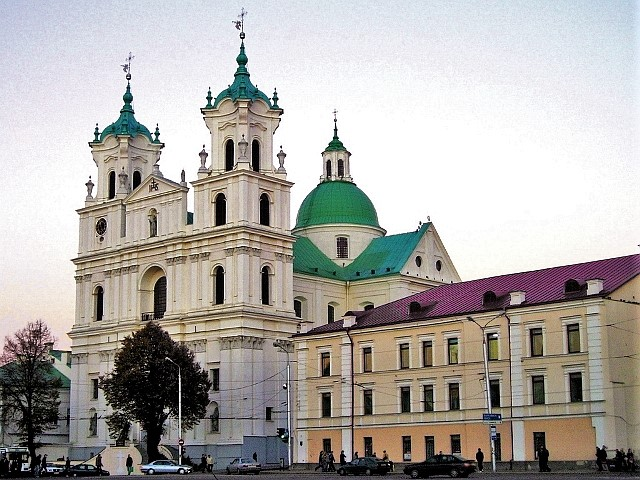
Grodno (zdjęcie współczesne)

Prestiż miasta w okresie II Rzeczypospolitej podnosił niewątpliwie fakt, że było ono dużym garnizonem wojskowym. Stacjonowały w nim następujące instytucje i jednostki wojskowe:
Dowództwa:
- Dowództwo Okręgu Korpusu Nr III
- Dowództwo 29 Dywizji Piechoty
- Dowództwo Brygady KOP „Grodno”
- Dowództwo 3 Grupy Artylerii

Piechota
- 76 Lidzki Pułk Piechoty im. Ludwika Narbutta[1]
- 81 Pułk Strzelców Grodzieńskich im. Króla Stefana Batorego[2]
- Dywizyjny Kurs Podchorążych Rezerwy 29 DP przy 76 pp
- Kadra Zapasowa Piechoty Grodno (1939)

Kawaleria
- szwadron zapasowy 3 pułku Szwoleżerów Mazowieckich[3]
- szwadron zapasowy 23 pułku Ułanów Grodzieńskich[4]
- 1 Szwadron Samochodów Pancernych (1925-1926) → Białystok (1926-1930)

Artyleria
- 29 pułk artylerii lekkiej
- 2 dywizjon artylerii przeciwlotniczej

Wojska samochodowe i bronie pancerne
- 3 Dywizjon Samochodowy (1921-1929)
- Kadra 3 Dywizjonu Samochodowego (1929-1935)
- 7 Batalion Pancerny (1935-1939)

Pozostałe instytucje i jednostki wojskowe
- 3 Dywizjon Żandarmerii
- 3 batalion telegraficzny (1930–1931) → Kadra 3 batalionu telegraficznego (1932–1939)
- Kompania Łączności 29 DP
- Ośrodek Sapersko-Pionierski 29 DP
- Komenda Miasta Grodna
- Wojskowy Sąd Okręgowy Nr III → Wojskowy Sąd Okręgowy nr 3
- Prokuratura przy Wojskowym Sądzie Okręgowym Nr III → Wojskowa Prokuratura Okręgowa Nr 3
- Wojskowy Sąd Rejonowy Grodno
- parafia wojskowa obrządku rzymskokatolickiego
- Kierownictwo Rejonu Intendentury KOP nr 1
- 3 Batalion Sanitarny
- 3 Szpital Okręgowy
- Powiatowa Komenda Uzupełnień Grodno 1921-1938
- Komenda Rejonu Uzupełnień Grodno (1938-1939)

### Obsada personalna komendy miasta
Obsada personalna komendy miasta w marcu 1939:
- komendant miasta – płk dypl. piech. Antoni Jan Żurakowski
- adiutant – kpt. piech.  Kazimierz Izydor Łapiński (*)
- kierownik referatu mobilizacyjnego – kpt. adm. (piech.) Jan Józef Łabanowski
- kierownik referatu bezpieczeństwa i dyscypliny – kpt. piech.  Kazimierz Izydor Łapiński (*)[b]